# A Filha da Floresta
A Filha da Floresta, Filha da Floresta, no Brasil, é o primeiro livro da trilogia Sevenwaters, de autoria da neozelandesa Juliet Marillier. Foi publicado em 2000.
A personagem principal deste livro é Sorcha (filha de Lord Colum), que tem seis irmãos: Finbar, Padriac, Diardmid, Cormack, Conor e Liam.Irá desenvolver romance com a personagem Red do qual nascerão Sean, Liadan e Niahm.
Sinopse:
Passada no crepúsculo celta da velha Irlanda, quando o mito era Lei e a magia uma força da Natureza, esta é a história de Sorcha, a sétima filha de um sétimo filho, o soturno Lorde Colum, e dos seus seis amados irmãos.
O domínio de Sevenwaters é um lugar remoto, estranho, guardado e preservado por homens silenciosos e Criaturas Encantadas que deslizam pelos bosques vestidos de cinzento e mantêm armas afiads. Os invasores de fora da floresta, os salteadores do outro lado do mar, os Bretões e os Viquingues, estão todos decididos a destruir o idílico paraíso. Mas o mais urgente para os guardiões é destruir o traidor que se introduziu dentro do domínio: Lady Oonagh, uma feiticeira, bela como o dia, mas com um coração negro como a noite. Oonagh conquista Lorde Colum com os seus sedutores estratagemas,; mas não conseque encantar a prudente Sorcha. Frustrada por não conseguir destruir a família, Oonagh aprisiona os irmãos num feitiço que só Sorcha pode quebrar. Se falhar, continuarão encantados e morrerão!
Então os salteadores chegam e Sorcha é capturada, quando está apenas a meio da sua tarefa… Em breve vai ver-se dividida entre o seu dever, que lhe impõe que quebre o encantamento, e um amor cada vez mais forte, proibido, pelo senhor da guerra que a capturou.   